# Spirapryl
Spirapryl – organiczny związek chemiczny, lek z grupy inhibitorów konwertazy angiotensyny stosowany w terapii nadciśnienia tętniczego. Jest prolekiem, jego aktywną formą jest spiraprylat.

Spiraprylat – aktywny metabolit spiraprylu

W przeciwieństwie do innych przedstawicieli tej grupy leków jest eliminowany z organizmu zarówno przez nerki, jak i przy udziale wątroby, z żółcią, dlatego może stanowić alternatywę terapeutyczną u pacjentów z niewydolnością nerek.
Charakteryzuje się dużą lipofilnością i dobrą penetracją tkankową.
Lek nie jest dostępny w Polsce. Na świecie występuje pod nazwą handlową Renormax.